# Netelia ermolenkoi
Netelia ermolenkoi är en stekelart som beskrevs av Valentina I. Tolkanitz 1981. Netelia ermolenkoi ingår i släktet Netelia och familjen brokparasitsteklar. Inga underarter finns listade i Catalogue of Life.